# Яркий древолаз
Яркий древолаз (лат. Allobates femoralis) — вид бесхвостых земноводных из семейства Aromobatidae.
Общая длина достигает 2,8—3,5 см. Наблюдается половой диморфизм — самки крупнее самцов. Внешние признаки, позволяющие отличить представителей разных полов, отсутствуют. Самцов можно узнать только по вокализации. Кожа довольно бугристая. Окраска спины тёмно-коричневая, по бокам спины от кончика морды до задних конечностей проходят узкие жёлтые продольные полосы. Ниже расположены жёлтые линии, тянущиеся от верхней губы к основанию передних лап, далее по бокам тела до задних лап. У основания передних и задних конечностей имеются оранжевые пятна.
Любит первичные и вторичные тропические леса. Встречается на высоте до 600 метров над уровнем моря. Ведёт наземный образ жизни в листовой подстилке под пологом леса. Питается жуками, муравьями, сверчками и тараканами.
Самцы территориальные и агрессивны по отношению к особям своего пола. При защите своего участка они вскакивают на чужака и пытаются борцовским приёмом перевернуть его на спину.
Самки откладывают до 10 яиц. Головастики появляются через 12—16 дней. Они охотятся на ногохвосток. Метаморфоз длится 1—2 месяца.
Вид распространён в Бразилии, Боливии, Эквадоре, Перу, Колумбии, Венесуэле, Гвиане, Гайане и Суринаме.